# Thoracic and Cardiovascular Surgeon
The Thoracic and Cardiovascular Surgeon is een internationaal, aan collegiale toetsing onderworpen wetenschappelijk tijdschrift op het gebied van de thoraxchirurgie. Het verschijnt tweemaandelijks.
Het eerste nummer verscheen in 1979.
De naam wordt in literatuurverwijzingen meestal afgekort tot Thorac. Cardiovasc. Surg.